# Вільшанка (Голованівський район)
Вільша́нка — село в Україні, у Надлацькій сільській громаді Голованівського району Кіровоградської області. Населення становить 479 осіб.

## Географія
У селі бере початок річка Вільшанка.

## Історія
Станом на 1886 рік у колишньому власницькому селі Вільшанка (Іванівка) Надлацької волості Єлисаветградського повіту Херсонської губернії мешкало 281 особа, налічувалось 39 дворових господарства, існував молитовний будинок.
За даними 1894 року у селі Вільшанка (Вуїчева, Іванівка) мешкало 104 особи (52 чоловічої статі та 52 — жіночої), налічувалось 104 дворових господарства.

## Населення
Згідно з переписом УРСР 1989 року чисельність наявного населення села становила 537 осіб, з яких 252 чоловіки та 285 жінок.
За переписом населення України 2001 року в селі мешкало 479 осіб.

### Мова
Розподіл населення за рідною мовою за даними перепису 2001 року:
| Мова       | Відсоток |
| ---------- | -------- |
| українська | 94,57 %  |
| вірменська | 5,01 %   |
| російська  | 0,42 %   |